# علي كورتيس
علي كورتيس (بالإنجليزية: Ali Curtis)‏ (18 ديسمبر 1978 بفيلادلفيا في الولايات المتحدة - ) هو لاعب كرة قدم أمريكي في مركزي الدفاع والهجوم. لعب مع تامبا باي موتيني ودي.سي. يونايتد ونادي دالاس.

## وصلات خارجية
- علي كورتيس على موقع الدوري الأمريكي (الإنجليزية)
- علي كورتيس على موقع قاعدة بيانات كرة القدم.إي يو (الإنجليزية)